# Уоттерсон, Майк
Майк Уо́ттерсон (англ. Mike Watterson; 26 августа 1942 года Честерфилд, Англия — 8 марта 2019) — английский спортивный предприниматель, бизнесмен и комментатор.

## Биография и карьера

### Снукер

#### Менеджерская деятельность
До того, как Уоттерсон занялся промоутерской деятельностью, он работал бухгалтером и автодилером. Первые большие успехи в снукере пришли к нему в 1977 году после «счастливой случайности»: однажды его жена, Кэрол, посетила Шеффилдский театр Крусибл и сказала Майку, что это место как нельзя лучше подходит для снукерных турниров. Уоттерсон знал, что чемпионат мира в том году по некоторым причинам был под угрозой срыва, и обратился к менеджеру театра, Арнольду Элийману, с просьбой сдать главную арену Крусибла в аренду на две недели (время проведения турнира) за £ 6600. При этом Уоттерсон должен был гарантировать WPBSA прибыль в £ 17000 от чемпионата. Предложения были приняты, и турнир успешно состоялся, а затем Крусибл на более чем тридцать лет продолжал оставаться «домом» чемпионата мира по снукеру.
После этого Уоттерсон на долгое время оставался одной из ключевых фигур в снукере. На протяжении 1980-х ему принадлежала огромная роль в организации множества крупных турниров, среди которых International Open, British Open, Кубок мира и чемпионат Великобритании (последний из перечисленных соревнований Майк создал практически на пустом месте). Также он решал вопросы по трансляции турниров на ведущих британских телеканалах (BBC, ITV).
Тем не менее, в 1983 году WPBSA заявила о том, что больше не нуждается в функциях Уоттерсона как промоутера и организатора чемпионата мира. Из-за этого Майк лишился значительной части своей прибыли. В конце 80-х его роль промоутера в снукере сильно уменьшилась — следствие того, что World Snooker решил непосредственно сам выполнять эти обязанности. Позже Уоттерсон возложил вину за это на тогдашнее руководство организации, в частности, на Рекса Уильямса и Деля Симмонса, а также на его бывшего партёнера Пола Хатерелла. Майк сказал, что воспринял свой уход из чемпионата мира как потерю одного из своих детей.
Майк Уоттерсон в период с середины 80-х по 90-е был личным менеджером таких снукеристов, как Кирк Стивенс, Сильвиньо Франсиско, Джим Вич и Клифф Торбурн.
Позже Уоттерсон на некоторое время перестал активно заниматься снукером, заявляя, что ему причиняет боль то, как избавлялись от его услуг в этой игре в 80-х. Тем не менее, с приходом к власти в WPBSA Барри Хирна Майк с его согласия возобновил сотрудничество. При этом он описал политику Хирна как «лучшее, что произошло со снукером за последние 30 лет». Майк выразил готовность снова стать членом правительственной организации, если его об этом попросят.
Уоттерсон остаётся другом известного снукерного журналиста и комментатора Клайва Эвертона.

#### Карьера комментатора
Хотя комментаторская карьера Уоттерсона началась ещё с 80-х, когда он работал вместе с Рексом Уильямсом, только в 90-х он стал часто работать в качестве комменатотора снукерных матчей. Он был первым, кто освещал эту игру на канале Sky Sports и новосозданном Евроспорте, который тогда ещё фактически принадлежал Sky. Его партнёрами были Джим Вич и Вилли Торн, а самым запоминающимся в его комментаторской карьере стало освещение крупного турнира Mita/Sky World Masters.
Также Майк сотрудничал с каналом ITV и комментировал турниры British и International Open.

#### Игровая карьера
Наряду с карьерами комменатора и бизнесмена, в 1970-х — 1980-х годах Майк Уоттерсон сам играл в снукер. Сначала он выступал на любительском уровне, позже, вплоть до начала 1990-х, принимал участие и в профессиональных турнирах. Однако в этом направлении он достиг немногого, и наивысшее для себя место в официальном рейтинге занимал в сезоне 1984/85 — 34-е.

### Дартс
Кроме снукера, Уоттерсон занимался бизнесом и в других играх. Он создал чемпионат мира по дартсу — идея проведения такого турнира к нему пришла в 1977-м. Imperial Tobacco, который тогда уже спонсировал аналогичный снукерный чемпионат под своим брендом Embassy, также заинтересовался этой идеей, и совместными усилиями они провели с этим турниром по дартсу тот же путь, что и раньше со снукером: появилось телевизионное освещение BBC и спонсирование крупной табачной компании. Контракт с Би-би-си был рассчитан на 25 лет.
Однако его сотрудничество с дартсом закончилось в том же пути: через некоторое время Уоттерсон обвинил председателя BDO (крупной организации дартса) Олли Крофта в том, что тот, с помощью Питера Дайка из Imperial Tobacco пытался выжить Майка из здешнего бизнеса. После этого он перестал наблюдать за чемпионатом мира BDO, полагая, что формула проведения того турнира (которую сделал Крофт) весьма неудачная, и отдал предпочтение турниру профессиональной корпорации дартса, в которой игроки соперничают один против одного.
Примечательно, что именно Уоттерсону принадлежит идея рассортировки матча по дартсу на сеты и леги (современная система проведения игры).

### Футбол
В 80-х Майк был председателем футбольного клуба Дерби Каунти, в котором за время его работы произошло немало неоднозначных событий. В конце концов, он перешёл из этого клуба в родной Честерфилд, где остался в этой же должности на значительно дольший срок.